# Media resource locator
MRL (zkratka z anglického Media Resource Locator) je řetězec znaků používaný k identifikaci zdroje multimediálních dat, tj. URI. Některé z nich (např. rtsp://) jsou registrovanými schématy. MRL je používán především v rámci projektu VideoLAN (přehrávač VLC), xine a ve frameworku Java Media Framework (JMF).

## Ukázka
Např. VLC podporuje mj. schémata v následujícím formátu.
- dvd://[<device>][@<raw device>][@[<title>][,[<chapter>][,<angle>]]]
- http://<server address>[:<server port>]/[<file>]
- rtsp://<server address>[:<server port>]/<stream name>